# 赤城県
赤城県（せきじょう-けん）は中華人民共和国河北省張家口市に位置する県。

## 歴史
1430年（宣徳5年）、明朝により設置された赤城堡を前身とする。1693年（康熙32年）、清朝により赤城県と改称された。1958年に廃止され竜関県に編入されたが、1960年に竜関県は赤城県と改称され現在に至る。

## 行政区画
- 鎮:赤城鎮、竜関鎮、田家窯鎮、鵰鶚鎮、独石口鎮、白草鎮、竜門所鎮、後城鎮、東卯鎮
- 郷:炮梁郷、大海陀郷、鎮寧堡郷、馬営郷、雲州郷、三道川郷、東万口郷、茨営子郷、様田郷